# 視覺障礙
視覺障礙（visual/vision impairment）又稱視覺缺損（vision loss），簡稱視障，是视觉的部分失能或全部丧失；前者常使用术语低视觉（low vision）或低视能，后者则称盲（目盲、失明，blindness）。在缺乏矫正眼镜、辅助装置和医疗等治疗的情况下，视觉障碍可能会导致个人难以完成正常的日常任务，包括阅读、行走、社交、驾驶等。除了各种永久性病况外，还可能发生一过性黑矇（瞬间暂时性视觉损害），此可能表明严重的医学问题。
视觉障碍的定义涵盖两大障碍：视力障碍（visual acuity impairment）及视野障碍（visual field defect/impairment）。視覺障礙包括視覺下降到相當的程度，且無法以普通的方法如眼鏡來矯正，也包括那些因為無法配戴或擁有眼鏡、隱形眼鏡，而視覺能力下降的人。

## 視力障礙
視力障礙的定義，通常是指視力跟最佳矯正值相比差到20/40或20/60；而失明 （blindness）或目盲的定義，通常是指完全或者接近完全的視力喪失。全球最常見的視力障礙成因是未矯正的眼屈光不正（43%）、白內障（33%）和青光眼（2%）。屈光不正包括近視、遠視、老花眼和散光。其中，白內障是最常見的失明原因。其他可能導致視覺問題的毛病包括老年性黃斑部病變、糖尿病視網膜病變、角膜混濁、兒童失明和許多感染。視力障礙也可能是由於腦部問題而引起，例如中風、早產 或創傷等等。這些案例稱為皮層性視損傷。對兒童做視力篩檢，可以改善他們未來的願景和教育成就；對成年人的視力篩檢也是有益的 。透過視力測試可以確診出有沒有視力障礙。

## 成因
根據世界衛生組織統計，全球導致視覺障礙及失明的主要成因為：
- 屈光不正
- 白內障
- 糖尿病性視網膜病變
- 青光眼
- 老年性黃斑部病變[24]

世界衛生組織估計約80%的視力損害是可預防或可治癒的。這包括白內障、河盲症、砂眼、青光眼、糖尿病視網膜病變、未矯正屈光不正，以及一些兒童失明的案例。很多深度視力障礙的人可以透過視力復建、環境變化和輔助裝置改善病情。
2012年，有2億8500萬的視障案例，其中有2億4600萬例是視力不佳、3900萬例為失明。大多數視力不佳的人住在發展中國家、年齡在五十歲以上。視覺障礙的比率自1990年代開始下降。視力障礙有相當大的經濟成本，包括治療花費產生的直接成本，及工作能力下降產生的間接成本。

### 白內障
白內障的成因包含兒童時期子宮內部感染、代謝失調、或基因變異症狀所導致的水晶體灰化或不透明化。白內障是兒童及成人失明的主因，在 40 歲之後，每年患病的風險增加一倍。因此，現今成人罹患白內障相較於兒童普遍。也就是說，隨著逐漸年長，人們面臨較高的機會生成白內障。除此之外，當他們必須進行費用高昂的診斷、長期復原以及視覺輔助時，白內障對於兒童來說，往往帶來較大的財務及情緒的負擔。另外， 沙烏地健康科學期刊也指出，在進行兒童白內障手術之後，有的時候病人會歷經不可逆轉的弱視，因為在手術前，白內障已經阻礙了視力的正常發育。 儘管在治療方面取得了巨大的進展，白內障在經濟發達國家和發展中國家仍是需要持續關注及改善的全球性問題。考慮到不同的手術效果參差不齊，且接受白內障的手術機會不平等，降低罹患白內障風險的最佳方式是避免吸煙以及長時間暴露在陽光下（主要是避免UVB射線對眼睛造成傷害）。

### 青光眼
青光眼是一種經常透過眼睛內部壓力或稱眼壓（IOP）引起的疾病。青光眼導致視野缺損並會阻斷視神經。青光眼患者的早期診斷和治療非常重要，因為青光眼是由非特定程度的眼壓所導致的。再者，準確診斷青光眼的另外挑戰是它的成因有四種：(1)炎性高眼壓綜合症（IOHS）；(2)嚴重的葡萄膜隅角閉鎖；(3)皮質類固醇誘發的；(4)與結構變化及慢性發炎關聯的異質機制。此外，兒童青光眼在病因及治療方面與成人青光眼有很大差異。 目前兒童青光眼的最顯著特徵是兒童的眼壓達到21亳米汞柱或更高。小兒青光眼最常見的原因之一是白內障摘除手術，嬰兒的發生率約為12.2%，10歲的兒童當中發生率約為58.7%。 

### 糖尿病視網膜病變
糖尿病視網膜病變是糖尿病引起的微血管併發症之一，其特徵是視力減退或失明。此種病變是由於糖化血紅蛋白（A1C）升高，導致視網膜和玻璃體出血或視網膜毛細血管阻塞。A1C 是衡量血糖水平的指標，隨著 A1C 的升高，糖尿病患者發展糖尿病視網膜病變的風險會比其他糖尿病相關的微血管併發症（如慢性高血糖、糖尿病周邊神經病變和糖尿病腎病）更高。
雖然在 40 歲及以上的成人中，只有 8% 的人有糖尿病視網膜病變的風險，但這種病變可能會從輕度、中度、重度的非增殖性糖尿病視網膜病變（NPDR）逐步發展為增殖性糖尿病視網膜病變（PDR）等不同階段。根據《美國醫院藥學雜誌》（American Journal of Health-System Pharmacy）對糖尿病視網膜病變病因及病史的研究，2002 年便美國有 17% 的失明病例可歸因於糖尿病視網膜病變。  

## 香港無障礙計劃
在香港工業貿易署「中小企業發展支援基金」撥款資助《社聯－滙豐社會企業商務中心》，於2012年1月宣布推出無障消費計劃，向香港中小企業及社會企業推廣「優質服務．無障關懷」理念。

## 备注
1. ↑  口语上，低视觉常称为低视力，但视力只是视觉系统的部分功能，两术语不尽相同。低视力的定义为较好眼的最佳矫正视力 ＜0.3 但 ≥0.05 时的现象[12]；而低视觉则含盖范围较广，如视野缺损或狭窄、双眼运动与协调异常、聚焦能力变色能力缺损、对光敏感度异常、视觉认知功能障碍等。